# Väärtijärvi
Väärtijärvi är en sjö i Haparanda kommun i Norrbotten och ingår i Keräsjokis huvudavrinningsområde. Sjön har en area på 0,174 kvadratkilometer och ligger 53,1 meter över havet. Sjön avvattnas av vattendraget Väärtioja.

## Delavrinningsområde
Väärtijärvi ingår i det delavrinningsområde (733588-186826) som SMHI kallar för Namn saknas. Medelhöjden är 47 meter över havet och ytan är 12,91 kvadratkilometer. Det finns ett avrinningsområde uppströms, och räknas det in blir den ackumulerade arean 18,98 kvadratkilometer. Väärtioja som avvattnar avrinningsområdet har biflödesordning 2, vilket innebär att vattnet flödar genom totalt 2 vattendrag innan det når havet efter 10 kilometer. Avrinningsområdet består mestadels av skog (79 procent) och sankmarker (11 procent). Avrinningsområdet har 0,63 kvadratkilometer vattenytor vilket ger det en sjöprocent på 4,9 procent.